# Caladesi Island State Park

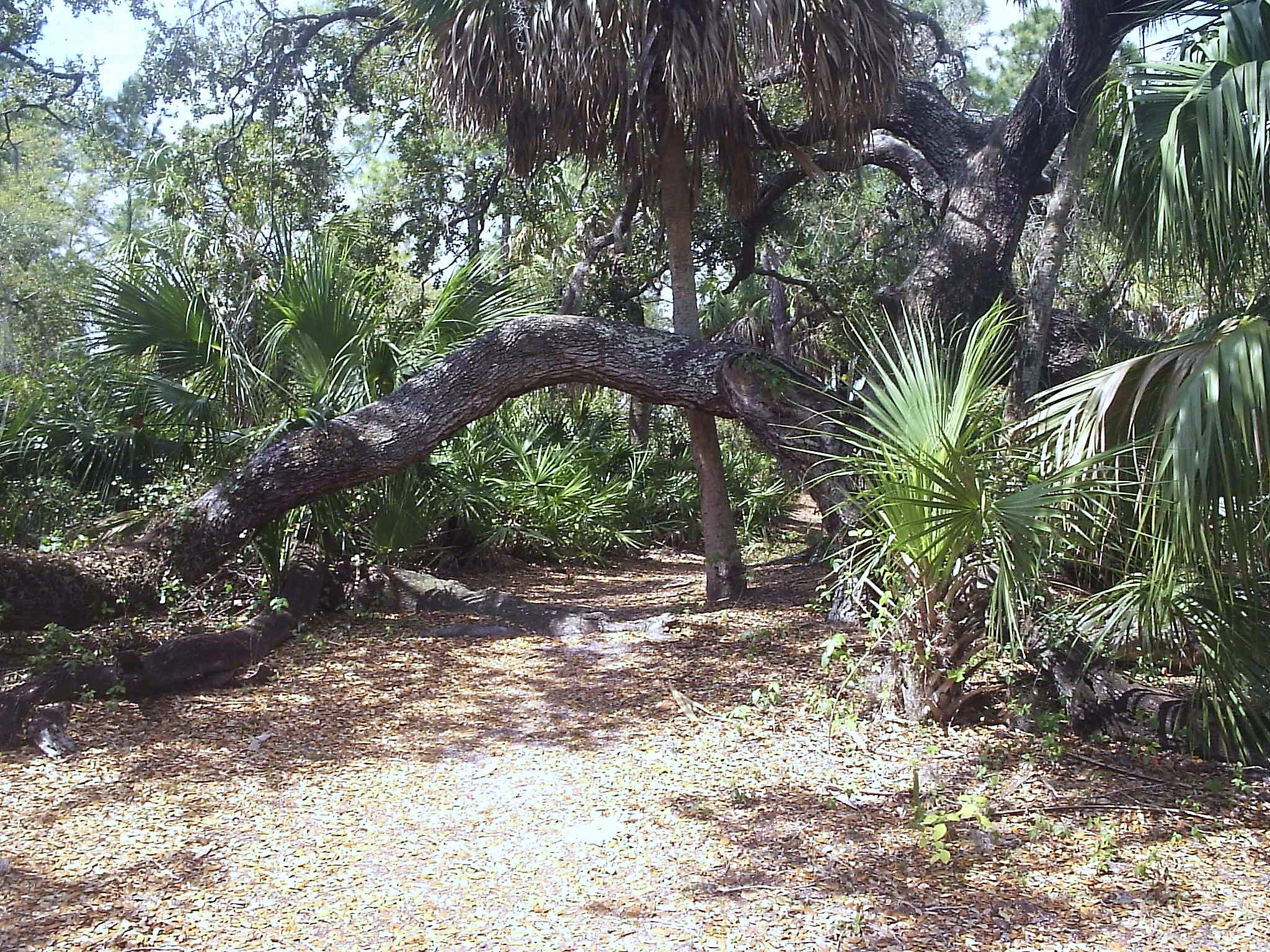
Wanderweg

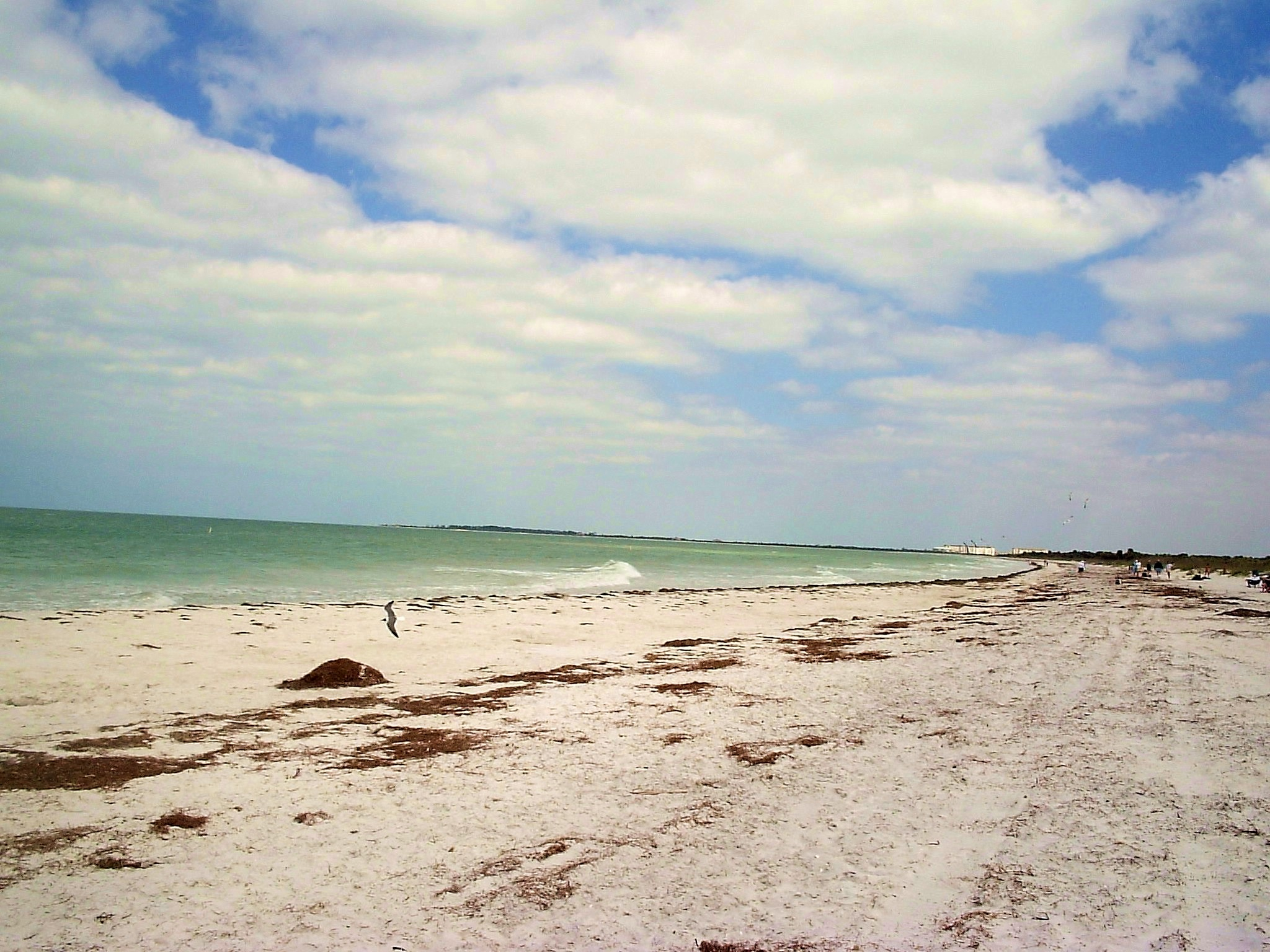
Strand im Caladesi Island State Park

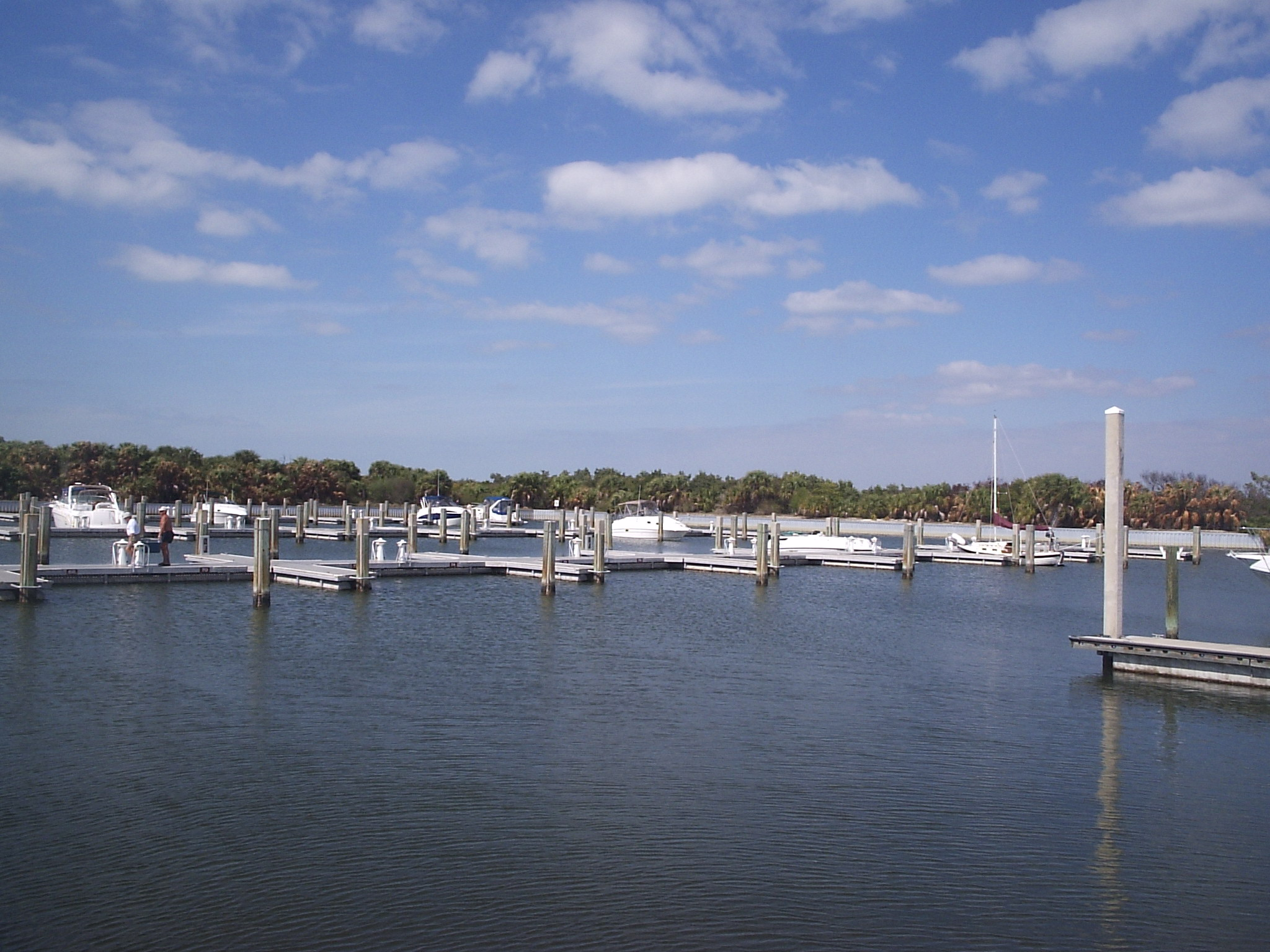
Marina

Der Caladesi Island State Park zählt zu den Florida State Parks und liegt auf der Golf-Insel Caladesi Island nördlich von Clearwater Beach. Die Insel Caladesi Island zählt zur Gemeinde Dunedin. Der Staat Florida kaufte die Insel 1967, um sie als State Park auszuweisen.
Besucher erreichen Caladesi Island über eine kleine Personenfähre von der Nachbarinsel Honeymoon Island aus oder mit dem eigenen Boot. Eine Straßenverbindung existiert nicht. Im Jahre 2008 wurde der Caladesi Island State Park als bester Strand der USA gekürt. Schon im Jahre 2006 sowie 2007 erreichte der Strand vom Caladesi Island State Park in dem von Dr. Beach veröffentlichten Ranking jeweils Platz 2 der besten Strände Amerikas. Neben dem Strand ist der Caladesi Island State Park beliebter Anlaufpunkt für Erholungssuchende, die hier einen knapp fünf Kilometer langen Naturpfad, Picknickplätze, einen Spielplatz und eine Marina mit 108 Liegeplätzen vorfinden. Mehr als 250 verschiedene Vogelarten können im State Park beobachtet werden.

## Verweise
1. ↑  http://www2.tbo.com/content/2008/may/23/me-floridas-sand-blast/news-metro/
2. ↑  http://www.sptimes.com/News/050500/Outdoors/The_Beach_at_Caladesi.shtml
3. ↑  http://www.floridasbeach.com/cms/index.php?id=3230
4. ↑  Archivierte Kopie (Memento des Originals vom 17. Juni 2012 im Internet Archive)  Info: Der Archivlink wurde automatisch eingesetzt und noch nicht geprüft. Bitte prüfe Original- und Archivlink gemäß Anleitung und entferne dann diesen Hinweis.
5. ↑  Archivierte Kopie (Memento des Originals vom 21. Dezember 2008 im Internet Archive)  Info: Der Archivlink wurde automatisch eingesetzt und noch nicht geprüft. Bitte prüfe Original- und Archivlink gemäß Anleitung und entferne dann diesen Hinweis.